# Philip Brocklehurst

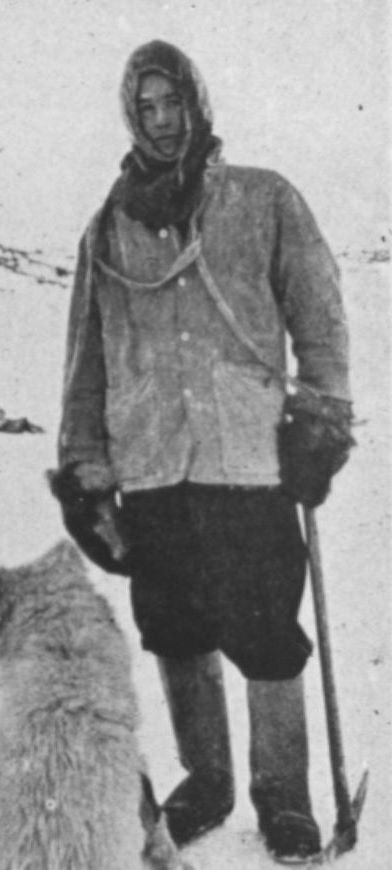
Philip Brocklehurst tijdens de Nimrod-expeditie (1908)

Sir Philip Brocklehurst (Staffordshire, 7 maart 1887 - aldaar, 28 januari 1975) was een Brits poolonderzoeker.

## Biografie
Brocklehurst kwam uit een voorname familie. Zijn grootvader was een parlementslid. Zijn vader kreeg in 1903 de titel van baron. In 1904 volgde hij zijn vader op met de titel 2nd Baronet Brocklehurst, of Swythamley Park, Leek, Staffordshire. Brocklehurst studeerde aan verschillende exclusieve scholen. Hij behaalde nooit een diploma, maar vertegenwoordigde de Universiteit van Cambridge van 1905 tot 1907 in de bokscompetitie tegen de Universiteit van Oxford. In 1906 leerde hij Ernest Shackleton kennen. Shackleton was onder de indruk van zijn fysieke prestaties. In 1907 maakte hij deel uit van de Nimrod-expeditie van Shackleton. Hij was een van de eerste personen ooit die de Mount Erebus beklommen hebben. Brocklehurst zelf bereikte evenwel niet de top.
In 1909 ontving Brocklehurst de Polar Medal.
Brocklehurst was actief in de Eerste Wereldoorlog in Egypte en Vlaanderen.
Hij overleed in 1975 op 87-jarige leeftijd als laatste overlever van de Nimrod-expeditie.